# Istres
Istres település Franciaországban, Bouches-du-Rhône megyében. Lakosainak száma 44 044 fő (2022. január 1.). Istres Fos-sur-Mer, Miramas, Saint-Martin-de-Crau, Saint-Mitre-les-Remparts és Berre-l'Étang községekkel határos.

## Népesség
A település népességének változása:
| Lakosok száma | 13 404 | 28 561 | 35 163 | 42 090 | 42 937 | 43 086 | 43 133 | 43 626 | 44 438 | 44 044 |
|               | 1968   | 1982   | 1990   | 2006   | 2013   | 2015   | 2017   | 2019   | 2020   | 2022   |